# エイトブランディングデザイン
エイトブランディングデザインは、ブランディングデザインを専門とする日本のデザイン会社。ブランディングデザイナーの西澤明洋が代表を務める。
「ブランディングデザインで日本を元気にする」というコンセプトのもと、ブランディングデザインを専門に企業のブランド開発、商品開発、店舗開発などのジャンルでデザイン活動を行っている。
「フォーカスRPCD®」や「ブランディングデザインの3階層®」というデザイン開発手法により、リサーチからプランニング、コンセプト開発、ネーミング開発、CIやVI、パッケージデザインなどをトータルで行うブランディングデザインを手がける。

## 沿革
- 2006年5月：築地に株式会社エイトを設立。
- 2008年1月：業務拡張のため入船に移転。
- 2010年9月：業務拡張のため浅草橋に移転。株式会社エイトブランディングデザインに改称。
- 2014年4月：南青山にエイトビルを竣工。

## 主なブランディングデザインの仕事
フード
- 抹茶カフェ「甘味茶屋七葉」（七葉）[1]
- 有機米おむすび「七むすび」（七葉）[1]
- 「まる生ぽん酢」（ヤマサ醤油）[2][3]
- 「鮮度生活」（ヤマサ醤油）[2][3]
- 豚肉会社「SAIBOKU」（SAIBOKU、埼玉種畜牧場 旧：サイボクハム）[4]
- 信州の味噌「ひかり味噌」（ひかり味噌）[1]
- ヤマサ醤油「絹しょうゆ」（ヤマサ醤油）[3]
- 高級焼肉チェーン「平城苑」（平城苑）[5][6]
- チョコレートベンチャー「CACAOLOGY」[1][6][7]
- デリカカンパニー「デリモ」[6]
- ご当地カップ麺「九州三宝堂」（サンポー食品）[6]
- 高級麺製造「はしづめ製麺」[1]
- おはぎとおむすび「サザエ」 [8]
- ミルクレープ専門店「CASANEO」[9]

ドリンク
- クラフトビール「COEDO」（株式会社協同商事 コエドブルワリー）[注釈 1][注釈 2][1][10][10][11]
- 抹茶カフェ「nana’s green tea (ナナズグリーンティー)」（七葉）[1][11][2]
- スペシャルティコーヒー「堀口珈琲」（堀口珈琲）[注釈 3][1]
- 「広島錦」（賀茂鶴酒造）[12]
- フルーツジュース「Wonder Fruits」（青木商店）[13]
- キリンビバレッジ「生茶」（キリンビバレッジ）[14]
- リキッドシリーズ「Doutor Liquid Series」（ドトールコーヒー）[1][15]
- 茶産地「土山一晩ほうじ」[11]
- 急須「360KYUSU」[16]

プロダクト
- 料理道具屋「釜浅商店」（釜浅商店）[17]
- 手織じゅうたん「山形緞通」（オリエンタルカーペット）[1][2]
- 農業機械「OREC」（オーレック）[1][2]
- プレミアムオーダーウェットタオル「hitohira」（mimoto）[18]
- 木質建材「木十彩KITOIRO」（ウッドワン）[19]
- 純金工芸「SGC」（SGC）[1]
- IPHONEアルバムスキャナ「Omoidori」（PFU）[20]
- 天然木障子「KITOTE」（中井産業）[1]

教育
- 学校法人「福岡外語専門学校」（学校法人福岡成蹊学園）[19]

メディカル
- スキンケア「ユースキン」（ユースキン製薬）[17]
- ドラッグストア「サツドラ（サッポロドラッグストアー）」（サツドラホールディングス）[1][2]
- 医薬品・健康食品ブランド「Wellness Navi」（サツドラホールディングス）[1][2]
- 機能性食品「アカシアの樹」（アカシアの樹 旧：ミモザクス）[7]
- 調剤薬局「薬樹」（薬樹）[21]
- 「ユースキン ハナ ハンドクリーム」（ユースキン製薬）[6]
- 老舗薬湯メーカー「健美薬湯」[22]
- 医療器材の再生処理「SALWAY」[23]
- 敏感肌向けスキンケア「ユースキン シソラ」[24]

ライフスタイル
- 「WARDROBE sangetsu」（サンゲツ）[注釈 4][25]

ソーシャル
- 芸術文化施設「アーツ前橋」（アーツ前橋）[26]

- 博多「警固神社」（警固神社）[2][11]
- 紙のアップサイクルサービス「PELP!」（山陽製紙）[1]
- LPガス「カナエル」（カナエル）[3]
- 安産祈願「産泰神社」[27]

サービス
- ITベンチャー「オズビジョン」（オズビジョン）[注釈 5][2]
- 河口湖の高級温泉旅館「うぶや」（うぶや）[17]
- リユース会社「SOU」（SOU）[3]
- ブランド買取「なんぼや」（SOU）[3]
- 温浴・宿泊施設運営「ONDO ホールディングス」
- 建築会社「GOOD PLACE」（株式会社GOOD PLACE　旧：株式会社コスモスモア）

他

## 受賞歴
2010年
- 「2010 PENTAWARDS」（PENTAWARDS国際パッケージデザインコンペティション）金賞、銀賞受賞[28]
- 「Design for Asia Awards 2010」（アジアデザイン賞）Merit Recognition受賞[29]
- 「2010日本パッケージングコンテスト」（日本包装技術協会）食品包装部門賞[30]

2011年
- 「ディスプレイデザイン大賞2011」（日本ディスプレイデザイン協会）優秀賞受賞、入選[31]
- 「2011 PENTAWARDS」（PENTAWARDS -国際パッケージデザインコンペティション-）銅賞受賞[32]
- 「2011日本パッケージングコンテスト」（日本包装技術協会）パッケージデザイン賞受賞[33]
- 「THE ONE SHOW 2011」（国際広告デザイン賞）2作品Merit賞受賞[34][35]
- 「JCD Design Award 2011」（日本商環境設計家協会）2作品入選[36]
- 「第45回日本サインデザイン賞」（日本サインデザイン協会）２作品サインデザイン奨励賞受賞、入選[37]

2012年
- 「第46回日本サインデザイン賞」（日本サインデザイン協会）最優秀賞受賞、1作品入選[38]
- 「2012 PENTAWARDS」（PENTAWARDS -国際パッケージデザインコンペティション-）銅賞受賞[39]
- 「Design for Asia Awards 2012」（アジアデザイン賞）Merit Recognition受賞[40]

2013年
- 「AICA施工例コンテスト2013」（アイカ工業）最優秀賞受賞[41]
- 「2013年度グッドデザイン賞」（日本産業デザイン振興会）受賞[42]
- 「2013日本パッケージングコンテスト」（日本包装技術協会）包装アイデア賞受賞[43]
- 「第47回日本サインデザイン賞」（日本サインデザイン協会）2作品入選[44]

2014年
- 「日本パッケージデザイン大賞2015」（日本パッケージデザイン協会）入選[45]
- 「2014年度グッドデザイン賞」（日本産業デザイン振興会）2作品受賞[46]
- 「Design for Asia Awards 2014」（香港デザインセンター）Merit賞受賞[47]
- 「日本空間デザイン賞2014」（日本空間デザイン協会）優秀賞受賞[48]
- 「第48回日本サインデザイン賞」（日本サインデザイン協会）優秀賞受賞、入選[49]
- 「2014 PENTAWARDS」（PENTAWARDS -国際パッケージデザインコンペティション-）銀賞受賞[50]
- 「JCD Design Award 2014」（日本商環境設計家協会）銀賞受賞[51]
- 「THE ONE SHOW 2014」（国際広告デザイン賞）2作品Merit賞受賞[52][53]

2015年
- 「第28回日経ニューオフィス賞」（日本経済新聞社、一般社団法人ニューオフィス推進協会）近畿ニューオフィス奨励賞受賞[54]
- 「第54回ジャパンパッケージングコンペティション」（日本印刷産業連合会）和菓子部門賞受賞[55]
- 「2015年度グッドデザイン賞」（日本産業デザイン振興会）グッドデザイン賞受賞[56]
- 「iF DESIGN AWARD 2015」（インダストリー・フォーラム・デザイン・ハノーバー）Gold Award受賞[57]
- 「THE ONE SHOW 2015」（国際広告デザイン賞）Merit賞受賞[58]

2016年
- 「AsiaStar 2016」（アジア包装連盟）Consumer Package部門Winner[59]
- 「2016日本パッケージングコンテスト」（日本包装技術協会）食品包装部門賞受賞[60]
- 「日本空間デザイン賞2016」（日本空間デザイン協会）5作品入選[61]
- 「Design for Asia Awards 2016」(香港デザインセンター）Merit賞受賞[62]
- 「Asia Pacific Interior Design Awards 2016」（APIDA/香港）「優秀賞[63]
- 「第13回ガラスびんアワード2016」（日本ガラスびん協会）優秀賞[64]
- 「日本パッケージデザイン大賞2016」（日本パッケージデザイン協会）2作品入選[65]
- 「2016年度グッドデザイン賞」（日本産業デザイン振興会）グッドデザイン賞受賞[66] [67]

2017年
- 「2017日本パッケージングコンテスト」（日本包装技術協会）菓子包装部門賞[68]
- 「2017年度グッドデザイン賞」（日本産業デザイン振興会）グッドデザイン賞3作品受賞[69][70]
- 「日本空間デザイン賞2017」BEST50賞、5作品入選[71]
- 「第51回日本サインデザイン賞」公共サイン部門システムサイン入選　関西地区デザイン賞受賞、空間・環境表現サイン部門入選[72]
- 「第11回キッズデザイン賞」受賞 [73]
- 「Design for Asia Awards 2017」（香港デザインセンター）Merit賞受賞[74]
- 「Design Intelligence Award 2017」（中国美術学院）DIA EXCELLENCE賞受賞[75]
- 「東京TDC賞2017」入選
- 「iF DESIGN AWARD 2017」（インダストリー・フォーラム・デザイン・ハノーバー）4作品受賞[76][77][78][79]

2018年
- 「第52回日本サインデザイン賞」入選・北海道地区デザイン賞受賞[80]
- 「日本パッケージデザイン大賞2019」2作品入選[81]
- 「2018日本パッケージングコンテスト」輸送包装部門賞[82]

2019年
- 「ワールドスターコンテスト2019」（世界包装機構）Other部門winner[83]
- 「TOP AWARDS ASIA2019」受賞[84]
- 「2019年度グッドデザイン賞」（日本産業デザイン振興会）2作品受賞[85][86]
- 「第53回日本サインデザイン賞」入選[87]
- 「日本空間デザイン賞2019」入選

2020年
- 「2020年度グッドデザイン賞」（日本産業デザイン振興会）[88]
- 「第54回日本サインデザイン賞」（日本サインデザイン協会）銅賞[89]
- 「日本パッケージデザイン大賞2021」（公益社団法人 日本パッケージデザイン協会）銀賞1作品／入選4作品[90]
- 「2020日本パッケージングコンテスト」（日本包装技術協会）飲料包装部門賞、輸送包装部門賞[91]
- 「ワールドスターコンテスト2020」（世界包装機構）Beverages部門winner[92]
- 「SIT Furniture Design Award」 受賞 in Retails Design[93]

2021年
- 「AsiaStar 2021」（アジア包装連盟）Consumer Package部門Winner[94]
- 「ワールドスターコンテスト2022」 （世界包装機構）Health and Personal部門winner[95]
- 「第55回日本サインデザイン賞」（日本サインデザイン協会）　銀賞1作品）／入選2作品／東北地区デザイン賞1作品[96]
- 「第60回 ジャパンパッケージングコンペティション」（日本印刷産業連合会）和食品部門賞[97]
- 「2021日本パッケージングコンテスト」（日本包装技術協会）トイレタリー部門賞[98]
- 「Rethinking TheFuture AWARDS」（Re-thinking The Future）Retail［Interior］［Built］部門 三等賞[99]
- 「MUSE Design Awards」 Retails Shops design 部門 銀賞[100]
- 「JID AWARD」（日本インテリアデザイナー協会）インテリアスペース部門 部門賞[101]
- 「Record Interiors Award」（ARCHITECTURAL RECORD）受賞[102]
- 「ARCHITECTURE MASTER PRIZE」（Farmani Group）Retail Design 部門受賞[103]
- 「Outstanding Property Award London」（Farmani Group）Interior Design［Commercial Retail］部門受賞[104]
- 「ASIA PACIFIC INTERIOR DESIGN AWARD」（Hong Kong Interior Design Association）Shopping Space 部門 金賞[105]
- 「Sky Design Awards」（メルシーマガジン社）Interior Design 部門 銀賞[106]
- 「IDA DESIGN AWARD」（iDA）Interior Design 部門 佳作[107]
- 「日本空間デザイン賞」 銅賞 (ショップ空間)[108]

2022年
- 「日本パッケージデザイン大賞 2023」（公益社団法人 日本パッケージデザイン協会 ） ボディ & ヘルスケア部門 銀賞１作品／入選 3 作品[109][110]
- 「東京TDC賞 2022」（東京タイプディレクターズクラブ）入選
- 「SBID Awards」（英国インテリアデザイン協会）Retail Design 部門 ファイナリスト[111]
- 「Red Dot Design Award 2022」（Design Zentrum Nordrhein Westfalen）Best of the Best 賞[112]
- 「2022 年度グッドデザイン賞」（（日本産業デザイン振興会））受賞[113]
- 「DNA Paris Design Awards」（Farmani Group、In Between）Retails interior design 部門 受賞[114]
- 「WA Awards」（World Architecture Community）受賞[115]
- 「第 56 回日本サインデザイン賞」（日本サインデザイン協会） 入選[116]
- 「2022 日本パッケージングコンテスト」（日本包装技術協会）トイレタリー包装部門賞 入賞[117]
- 「第 22 回 CS デザイン賞」（株式会社中川ケミカル）優秀賞[118]
- 「ウッドデザイン賞 2022」 受賞[119]
- 「A’ Design Award」 銀賞 in Interior Space and Exhibition Design Category[120]
- 「FRAME Awards」 2 月の佳作[121]
- 「BLT Built Design Awards」 インテリアデザインオブザイヤー、受賞 in Retails[122]
- 「Design for Asia Awards 2022」（香港デザインセンター）銅賞受賞[123]

2023年
- 「第 57 回日本サインデザイン賞」（日本サインデザイン協会） 入選[124]
- 「2023 日本パッケージングコンテスト 」（日本包装技術協会）パッケージデザイン賞[125]
- 「D&AD Awards 2023 」（Design and Art Direction）Spatial Design 部門 ショートリスト[126]
- 「iF design award 2023 」（インダストリー・フォーラム・デザイン・ハノーバー）Interior Architecture 部門 受賞[127]
- 「第 62 回 ジャパンパッケージングコンペティション」（日本印刷産業連合会）地域産業商品部門賞[128]
- 「WORLD INTERIOR NEWS Awards 2023」 金賞[129]
- 「DFA Design for Asia Awards 2023」 Identity & Branding 部門 銀賞[130]
- 「FRENCH DESIGN AWARDS 2024」 銀賞[131]

2024 年
- 「2024 PENTAWARDS」 Household goods 部門 銅賞[132]
- 「2024年度グッドデザイン賞」[133][134][135][136]
- 「日本パッケージデザイン大賞 2025」 輸送用ケース部門 金賞 1 作品／入選 4 作品[137]
- 「Design for Asia Awards 2024 」Website 部門 銀賞／ Product 部門 銀賞[138]
- 「2024 日本パッケージングコンテスト 」日用品・雑貨部門賞[139]
- 「Red Dot Design Award 2024」 Product Design 部門 受賞[140]
- 「日経クロストレンド BtoB マーケティング大賞 2024」コンテンツ部門入選[141]

2025年
- 「iF design award 2025 」Product/Household/tableware部門 受賞[142]
- 「ワールドスターコンテスト2025」（世界包装機構）Household部門 winner[143]

他

## 主な活動内容

### クリエイティブナイト
「クリエイティブナイト」は、エイトブランディングデザイン主催のトークセミナー。代表の西澤明洋がファシリテーターとなり、様々なジャンルのクリエイターを招いて、各専門分野の仕事についてレクチャーしている。

### おでかけクリエイティブナイト
エイトブランディングデザイン主催のトークセミナー「クリエイティブナイト」の出張版。「クリエイティブナイト」がエイトブランディングデザインを会場にしているのに対し、東京ビッグサイトで行われた展示会インテリアライフスタイルなど、外部会場で開催されている。

### みんなでクリエイティブナイト
2019年にスタートしたデザイン情報サイトJDNと共同開催のトークイベント。「◯◯とデザイン」をテーマに、社会や⼈の⼼理にデザインがどのように作⽤するのかを問い、デザインの役割や価値について、“みんな”で考えている。クリエイター2組と西澤明洋が、トークテーマを掘り下げている。

### これからのデザイン会議
株式会社ビジネスガイド社主催のLIFE×DESIGNのトークショープログラムとして2025年にスタートしたトークイベント。西澤明洋がナビゲーターとなり、様々なジャンルのクリエイターと共に“これからのデザイン”の可能性について語り合っている。